# Hyphydrus residuus
Hyphydrus residuus är en skalbaggsart som beskrevs av Omer-cooper 1971. Hyphydrus residuus ingår i släktet Hyphydrus och familjen dykare. Inga underarter finns listade i Catalogue of Life.